# Појезна
Појезна је насељено мјесто у општини Дервента, Република Српска, БиХ. Према попису становништва из 2013. године, у насељу је живјело 756 становника.

## Географија
Крњин је ниска планина између ријеке Усоре на југу и ријеке Укрине на западу. Према сјеверу тј. према граду Дервенти још је ниже побрђе, које такође припада Крњину. Цијели предио је, у ствари, ниско побрђе са размјерно широким долинама рјечица и потока. Пространи дијелови и многе косе благих страна дуга су главни облици рељефа овог подручја.

## Насељe
Појезна је село разбијеног типа и дијели се на мање дијелове, односно „засеок”. Појезна је повезана асфалтном саобраћајницом у дужини од 28 км са сједиштем општине. Појезна се налази у самом троуглу градова Дервенте, Добоја и Прњавора. У самом центру села налази налази Парохијска Црква Светог Великомученика Цара Лазара Српског, петоразредна подручна школа која припада Основној школи "Ђорђo Панзаловић" у Осињи, као и објекат Мјесне заједнице, споменици страдалим војницима у Другом свјетском рату и Одбрамбено-отаџбинском рату. Такође, овдје се налазе и бензинска станица, трговински и други привредни објекти.

## Становништво
Становништво се претежно бави пољопривредом, док један дио становништва ради у Дервенти или у иностранству. Претходних деценија примјећује се пад у броју становника. 
| Демографија | Демографија | Демографија |
| Година      | Становника  | Становника  |
| ----------- | ----------- | ----------- |
| 1961.       | 1.440       |             |
| 1971.       | 1.499       |             |
| 1981.       | 1.513       |             |
| 1991.       | 1.277       |             |
| 2013.       | 756         |             |